# I Dream of Jeannie Cusamano
I Dream of Jeannie Cusamano is de dertiende aflevering van de HBO-serie The Sopranos. Het was de laatste aflevering van het eerste seizoen van The Sopranos. De aflevering werd geschreven door David Chase. De regie was in handen van John Patterson. 

## Gastrollen
- Sharon Angela als Rosalie Aprile
- Joe Badalucco, Jr. als Jimmy Altieri
- Tony Darrow als Larry Boy Barese
- George Loros als Raymond Curto
- Robert Lupone als Bruce Cusamano
- Frank Pando als Agent Grasso
- Frank Pellegrino als Agent Cubitoso
- Sal Ruffino als Chucky Signore
- Michele Santopietro als JoJo Palmice
- Saundra Santiago als Jeannie Cusamano
- Al Sapienza als Mikey Palmice
- Paul Schulze als Father Phil Intintola
- Matt Servitto als Agent Dwight Harris

## Verhaal
Op een vergadering met alle capo’s, belegd door Uncle Junior wordt het duidelijk dat Jimmy Altieri een afluistermicrofoon draagt. Junior stemt ermee in om Tony Soprano hem te laten vermoorden. Christopher Moltisanti nodigt hierop Jimmy uit om een nachtje door Russische dames van lichte zeden te worden verwend. Als ze de hotelkamer binnenkomen, vraagt Christopher aan Jimmy om rustig op de bank te gaan zitten. Als een duveltje uit een doosje verschijnt Silvio uit een deur waarvoor de bank staat en drukt een pistool in de nek van Jimmy. Jimmy sputtert wat, maar we zien nu wat bloedspetters op een aantal meubelstukken spetteren. Later wordt Jimmy’s lichaam gevonden met een rat in zijn mond gestopt, een teken dat hij met de FBI heeft gepraat. 
In Tony’s therapiesessie met Dr. Melfi vertelt hij over zijn droom (met Isabella) die impliceert dat zijn onderbewustzijn hem vertelt dat hij problemen met zijn moeder heeft. Omdat Tony’s leven in gevaar is, suggereert Melfi dat moeder allicht betrokken was bij de beslissing om Tony te liquideren. Hierop wordt Tony boos en breekt een glazen tafel, drukt Melfi in haar stoel en vervloekt haar.
Carmela Soprano en Rosalie Aprile lunchen in de Nuovo Vesuvio, Artie Bucco’s nieuwe restaurant nadat de oude Vesuvio was afgebrand onder verdachte omstandigheden. Father Phil Intintola komt ook langs en schuift bij hen aan. Hij praat over de sublieme kwaliteit van het eten en hemelt zijn nieuwe horloge op, dat eerder van Jackie Aprile was, maar aan hem is geschonken door Rosalie. 
FBI-agenten Dwight Harris en Frank Grasso ontmoeten Tony en FBI-baas Cubitoso. De agenten laten Tony een bandopname beluisteren die zij te Green Grove maakten. Hier horen we Junior met Livia Soprano praten over Tony’s liquidatie. Nu weet hij dat Junior achter de aanslag zat. Tony bespreekt dit later met Dr. Melfi. 
Artie Bucco bezoekt een in bed liggende Livia en heeft wat eten meegenomen. In een ietwat wazige bui vertelt Livia dat Tony Arties restaurant heeft laten afbranden. Gedesillusioneerd door dit feit ontmoet Artie met een sniper in zijn hand Tony naast Satriales. Tony ontkent dat hij Arties Vesuvio in de hens heeft gezet. Dit zweert hij “in de naam van zijn moeder”. Artie doet het wapen naar beneden en slaat het kapot op zijn eigen auto.
In de Bada Bing informeert Tony Silvio, Paulie en Christopher dat het Junior was die de aanslag op hem had geregeld. Paulie oppert dat Junior mogelijk “zijn werk wil afmaken”. Christopher verwacht dat Junior zijn eigen aanhang gaat gebruiken om Tony te liquideren. Hierop wordt besloten Chucky Signore te laten verdwijnen zonder enige argwaan bij de tegenpartij op te wekken. Tony en Silvio bezoek dan een haven. Na een klein praatje over de grote vis die Tony bij zich heeft, haalt Tony een pistool uit de bek van de vis, ragt een paar kogels door Chucky Signore heen en haalt Silvio een ketting en cementblokken uit de auto om Chucky ver op het water naar de bodem te brengen. 
Met de kennis dat Livia Junior geholpen heeft bij de aanslag biedt Tony Dr. Melfi zijn excuses aan omdat hij haar aanvankelijk niet geloofd. Tony waarschuwt Melfi dat haar leven misschien in gevaar is. Melfi oppert hierna een aantal argumenten waarom Tony’s vijanden helemaal niet achter haar aan zouden hoeven komen. Dat maakt Tony helemaal niks uit. Als Tony later weer op haar kantoor verschijnt, zegt een schoonmaker dat Dr. Melfi op vakantie is. 
Artie Bucco bezoekt Father Phil en vraagt om advies over zijn woede jegens Tony en het leven an sich. Artie wil niet zijn vrouw Charmaine vertellen over de brand, omdat zij anders woedend wordt. Father Phil adviseert Artie om het tóch aan Charmaine te vertellen en Tony aan te geven bij de politie. 
In de Bing vertelt Tony aan Silvio, Paulie en Christopher dat hij het afgelopen jaar herhaaldelijk bij een psychiater is geweest en dat Junior dit ook wist en tegen hem gebruikt. Silvio maakt het niet uit en Paulie geeft toe dat hij vorig jaar ook bij een psychiater is geweest, omdat hij “een gebrek aan appreciatiekwaliteiten miste”. Christopher vraagt of het iets is als relatietherapie, wordt kwaad en vertrekt. 
Carmela komt de kerk binnen met een kom pasta. Dit verrassingsbezoek aan Father Phil komt blijkbaar niet goed uit; Rosalie Aprile zit al met Phil Intintola te eten. Carmela verlaat de kerk zonder iets te zeggen en gooit de pasta in een prullenbak.
Charmaine Bucco neemt Adriana La Cerva in de bediening van de Vesuvio aan. Artie zegt Charmaine erg blij te zijn met het restaurant. Als Artie hier weer Father Phil treft, vertelt hij dat hij niet Charmaine in gaat lichten over wat er nou écht met de oude Vesuvio is gebeurd. Dit omdat Charmaine erg blij is met de Nuovo Vesuvio. 
Mikey Palmice gaat eropuit om te joggen. Paulie en Christopher achtervolgen hem met de auto. Als Mikey hen doorheeft, vlucht hij het bos in. Uiteindelijk valt hij in een beekje. Christopher confronteert Mikey met het feit dat hij zijn vriend Brendan Filone heeft vermoord. Paulie is alleen maar boos omdat hij een giftige plant met zijn huid heeft aangeraakt toen hij door het bos heen rende. Paulie en Christopher legen hierop hun pistoolmagazijn op Mikey. 
De FBI arresteert Junior, evenals zijn capo Larry Boy Barese, onderbaas Beppy Sasso en nog dertien personen uit Juniors aanhang. Op het nieuws wordt vermeld dat alleen Mikey Palmice mist en mogelijk is gevlucht. Tony hoort van zijn advocaat dat hij niet is aangeklaagd omdat het onderzoek zich alleen richtte tot telefoonkaartfraude en beursfraude. Junior krijgt een aanbod om in ruil voor strafvermindering te verklaren dat Tony de facto de baas is en achter Juniors rug handelde met de hulp van families uit New York, waaronder baas Johnny Sack. De FED wil namelijk de grote vissen uit New York hebben. Een trotse, maar koppige Junior weigert dit verhaal te onderschrijven.
Father Phil Intintola bezoekt Carmela met een huurfilm en vraagt naar de beschuldigingen omtrent Tony. Carmela vertelt Phil dat hij een hypocritisch persoon is die over Tony’s leven een oordeel geeft, maar onderwijl geniet van het eten wat Tony heeft betaald. Father Phil vraagt of Carmela hem als een mee-eter ziet. Carmela beschuldigt Phil Intintola ervan dat hij spiritueel aanhankelijke vrouwen aan het indoctrineren is en daarmee op eten en seksuele spanning uit is. Terneergeslagen verlaat Father Phil Intintola het huis zonder ook maar een woord te zeggen. 
Tony gaat richting Green Grove om zijn moeder te confronteren met het feit dat zij hem dood wilde hebben. Op weg naar haar kamer neemt Tony een kussen mee. Livia blijkt echter een hartaanval te hebben gehad. Livia wordt naar de dokter gebracht op een ziekenhuisbed met haar mond in een zuurstofmasker. Tony gooit het kussen weg, maar vertelt haar wat ze heeft gedaan. Als Livia blijkbaar lacht, wordt Tony zó woest, dat beveiligingspersoneel er aan te pas moet komen om hem te verwijderen. 
In de laatste scène wordt Tony met zijn gezin overvallen door een zware storm. Ze stranden bij de Nuovo Vesuvio. Hier gaan ze snel naar binnen. Artie, - wie eigenlijk de zaak wilde sluiten, - maakt eten voor ze klaar. In de Nuovo Vesuvio blijken ook Silvio en Paulie (Paulie met uitslag van het eerdere bezoek aan het bos) te zijn en zo ook Christopher die wat eet met Adriana. De Sopranos gaan aan tafel en Tony heft het glas op deze avond, het gezin eraan herinnerend dat ze de “kleine momenten” van het leven moeten onthouden.

## Eerste verschijningen
- Agent Cubitoso: De FBI-agent wie het onderzoek naar de vermeende criminele activiteiten van Tony Soprano leidt.

## Overleden
- Jimmy Altieri: Naar een hotel meegelokt en door Silvio in het achterhoofd geschoten nadat bleek dat Jimmy spioneerde voor de FBI.
- Chucky Signore: Doodgeschoten in een haventje omdat hij met Uncle Junior Tony tegenwerkte.
- Mikey Palmice: Opgejaagd en neergeschoten door Paulie en Christopher omdat hij Uncle Junior hielp met de aanslag op Tony.

## Titelverklaring
- De titel van deze aflevering verwijst naar een televisieserie uit de jaren 60; I Dream of Jeannie, welke op zijn beurt refereert aan het liedje Jeannie with the Light Brown Hair.
- Tony droomt echter niet over Jeannie Cusamano. Hij had alleen hallucinaties over Isabella en erotisch geladen dromen over Dr. Melfi. Tony legt de dromen echter aan Dr. Melfi uit met Jeannie Cusamano als persoon wie hij in de dromen lief had.